# Hamburg-Köln-Express
Hamburg-Köln-Express GmbH (HKX) is een Duitse onderneming die tot 2018 een spoorwegdienst uitvoerde tussen Hamburg en Keulen. Tussen december 2015 en september 2016 reden enige treinen verder naar Frankfurt. De reistijd is gelijk aan de Intercity- en ICE-treinen van de grootste vervoerder Deutsche Bahn, maar het is de bedoeling om lagere prijzen te bieden. De treinen stoppen alleen in Hamburg (Altona, Hbf en Harburg), Osnabrück, Münster, Gelsenkirchen, Essen, Duisburg, Düsseldorf en Köln.

## Start
Volgens de oorspronkelijke planning zouden in augustus 2010 de eerste treinen gaan rijden, maar dit werd vertraagd door een rijpad-aanvraag door Keolis. Nadat Keolis in april 2010 zijn aanvraag introk, kon in juni 2010 een raamcontract getekend worden, dat in december 2015 afloopt.
HKX begon op 4 juli 2012 met de verkoop van kaarten, op 23 juli 2012 werd er voor het eerst gereden. In het begin was er van maandag tot en met woensdag één trein per dag, die zes stations aandoet. Van donderdag tot en met zondag rijden er drie treinen per dag, waarvan op zondag één 's avonds laat rijdt (aankomst 1 uur 's nachts). De prijzen variëren qua reisafstand en moment van vooruitboeking tussen 10 en 78 euro. Een reis tussen Keulen en Hamburg duurt ongeveer vier uur.

## Exploitatie
HKX heeft in het begin drie treinen per dag laten rijden: een 's ochtends vroeg, een rond het middaguur en een laat in de middag. De reisduur is tussen 4 uur en 4 minuten en 4 uur en 10 minuten. Actuéél wordt er alleen van vrijdag t/m maandag gereden. 
De dienst van HKX wordt sinds december 2015 verzorgd door Bahn Touristik Express. Zij gebruiken vier EuroSprinter ES 64 U2 locomotieven en rijtuigen uit voormalige DDR DR-treinstellen (UIC-Z (DR)). Vanwege een vertraagde levering van de gerenoveerde rijtuigen worden er eerst Rheingold en later Married-Pair-rijtuigen ingezet, laatstgenoemde kwamen van de Nord-Ostsee-Bahn.
Sinds november 2013 waren 6 rijtuigen van het NMBS type I6 ingezet.